# 過田子
過田子，或稱過田仔，是台灣高雄市苓雅區內的一個區塊，也是組成該區的四個舊部落之一。

## 地名

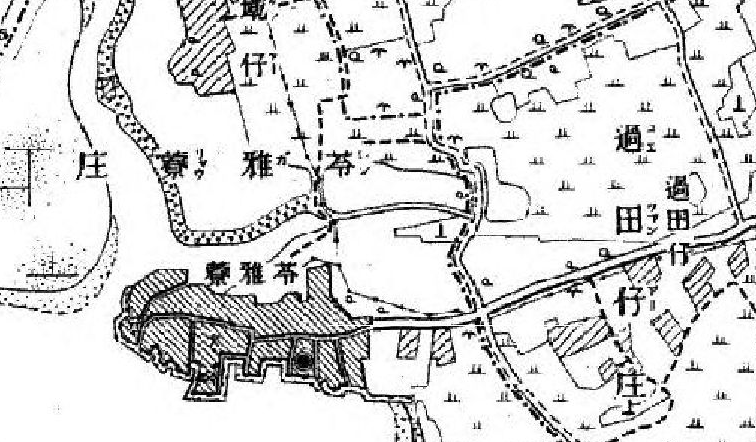
1904年台灣堡圖中的苓雅寮與過田子。

「過田子」一名，源自於該地區早期為苓雅寮以東田野地帶。日治後期時下分過田仔（今意誠里）、鼓鳴（今田西、鼓中里）、日出（今日中、普照、和煦、晴朗等里）、牛稠仔（今城東、城西、城北里）四個大聚落。

## 地理位置
最早的過田子聚落位於今中華、興中路口，即今日的意誠里，戰後人口增加，分出城北、城西、城東三里，城字即取自意誠里的「誠」，後來日治時期大字過田子範圍擴大，為今苓雅區的苓雅寮及林德官之間，即成功路與民權路之間區塊。其中包含15里：田西里、鼓中里、城北里、城西里、意誠里、人和里、城東里、仁政里、廣澤里、美田里、華堂里、和煦里、日中里、晴朗里、普照里，相鄰地區有大港埔、前金、戲獅甲等。

## 行政區劃沿革

苓雅區四個舊部落。

過田子在清朝統治後期屬於大竹里所轄；日本統治後，於1897年將過田子歸屬鳳山縣打狗辦務署，並且在1898年再改隸於台南縣鳳山辦務署大竹里。1909年，過田子劃為台南廳打狗支廳過田子庄。
1920年，過田子設為高雄州高雄街下的一個大字；而高雄街也在1924年改為「高雄市」。

## 歷史
日治初期，打狗港的築港工程使臨靠海岸的苓雅寮腹地漸失，人口因此逐漸向附近的過田子擴散。築港的同時，日本人也在過田子東側設立了移民村，名為「日出村」，取自苓雅寮日出處（東邊）之意。戰後改為日西里、日東里，後又合併為日中里，之後拆出跟太陽相關的「晴朗里」、「和煦里」、「普照里」，其中「普照里」又分出「普天里」。
1933年時，過田子有人口291人。

## 設施
有些設施雖位在過田子的現代範圍內，但仍常被當作是屬於苓雅寮。目前是高雄市的行政和文教中心，也是高社經地位人士密度較高的地區之一。

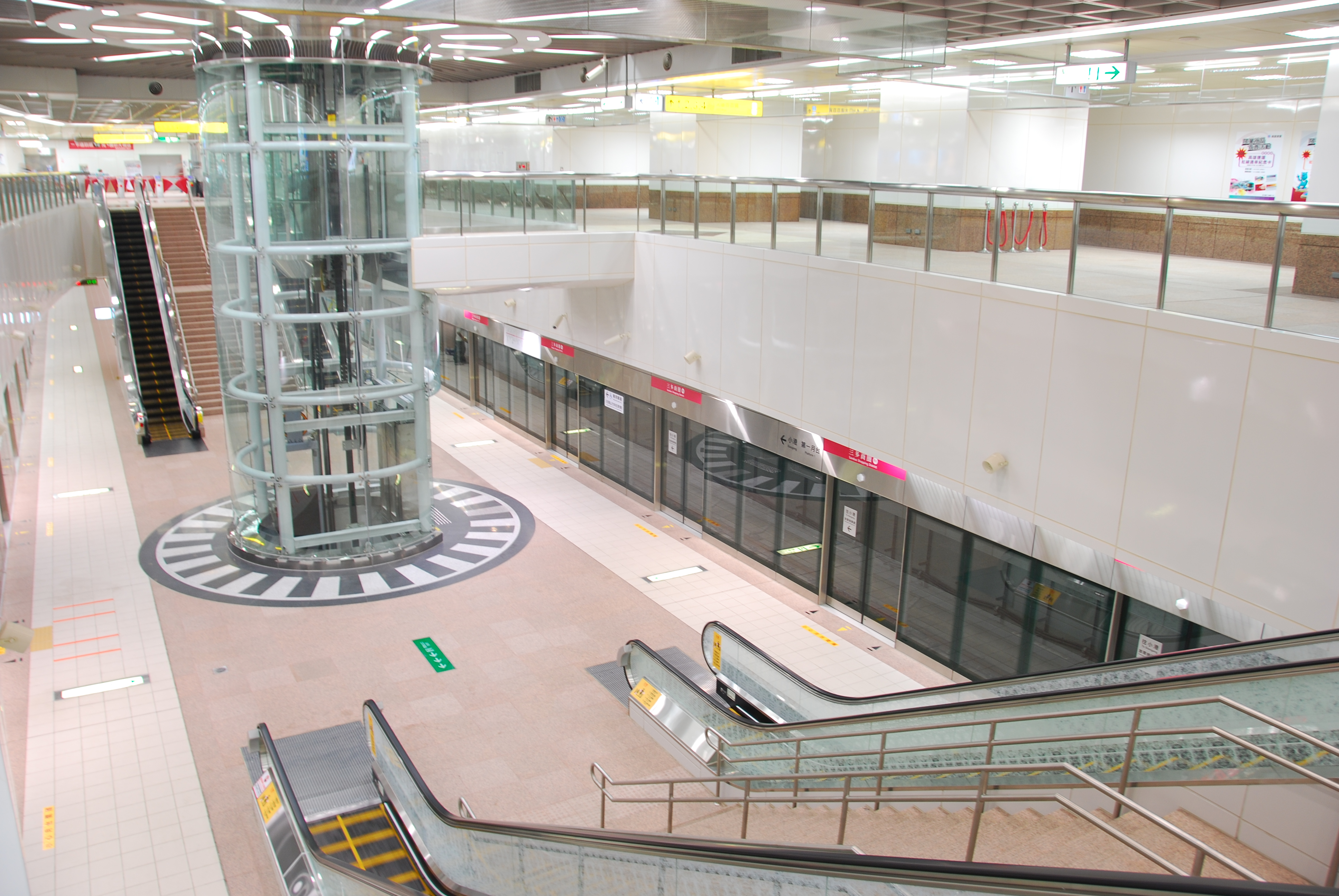
捷運三多商圈站

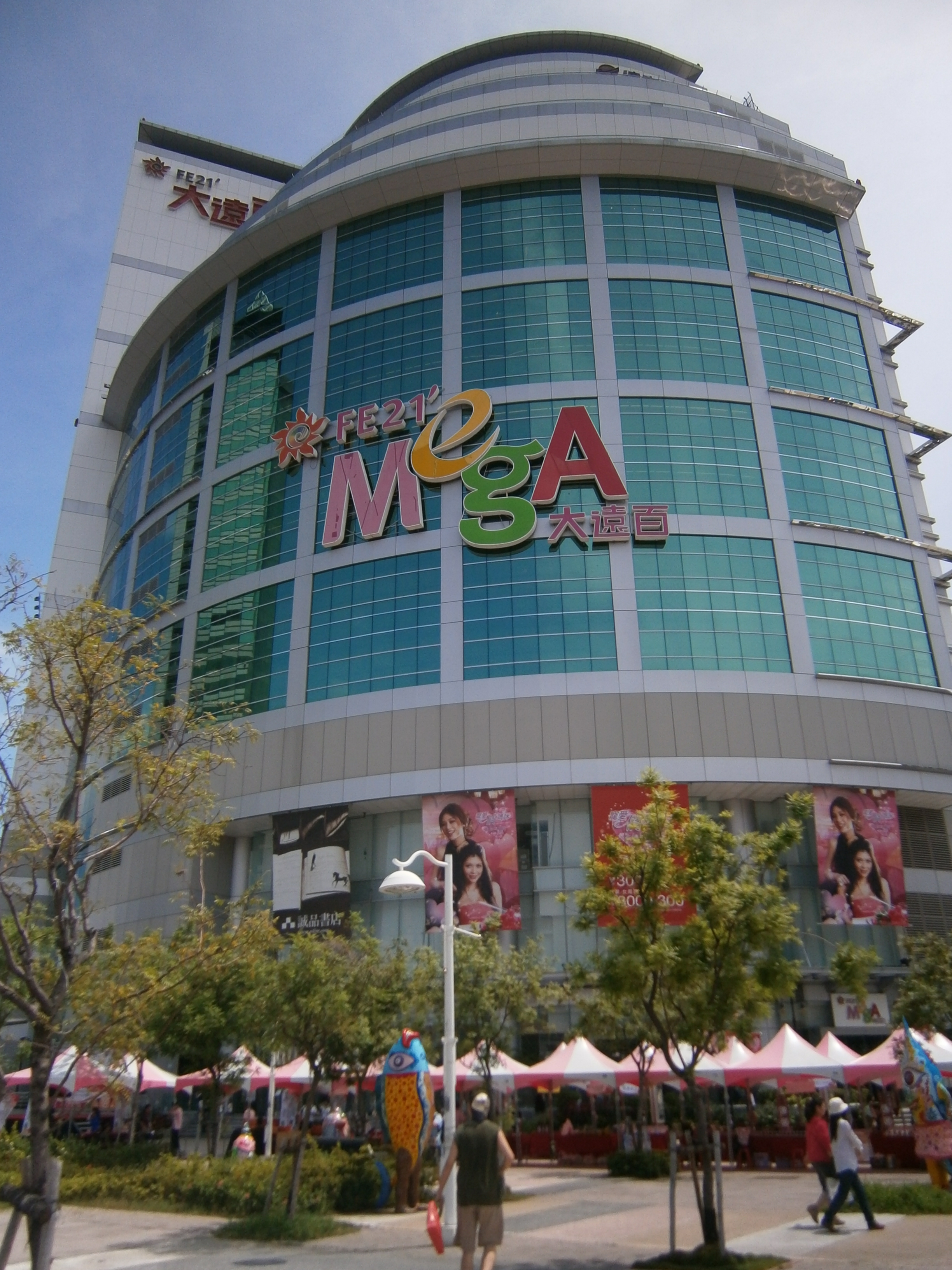
大遠百

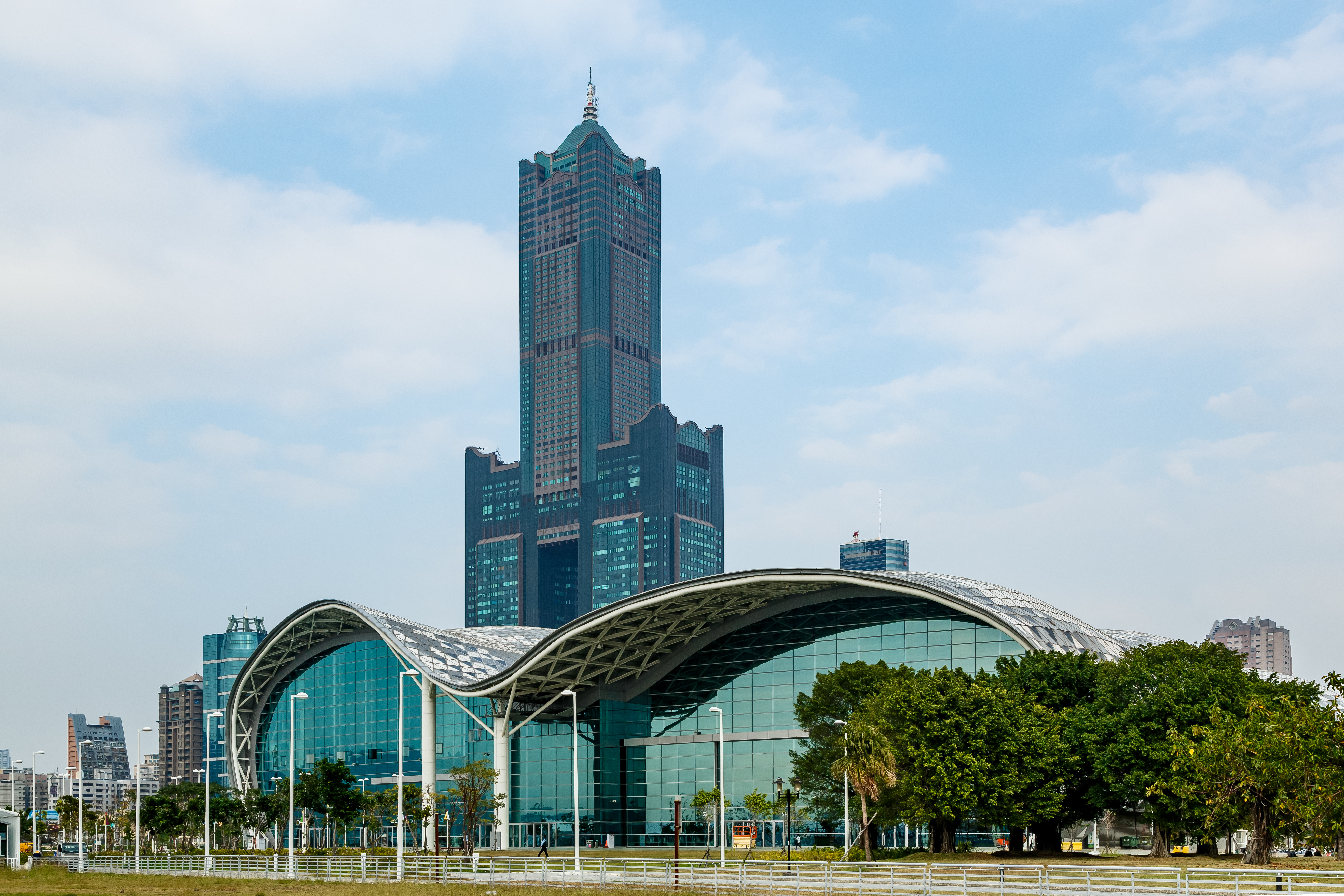
85大樓

- 政府機關：
  - 高雄市政府四維行政中心
  - 苓雅區行政中心
  - 高雄市政府警察局苓雅分局

- 醫療院所：
  - 阮綜合醫院 （页面存档备份，存于）
  - 邱外科醫院 （页面存档备份，存于）

- 學校：
  - 高雄市立苓雅國民中學
  - 高雄市立苓洲國民小學

- 市集：
  - 國民市場
  - 苓雅市場
  - 自強夜市
  - 大遠百

- 公園與綠地：
  - 生日公園
  - 四維公園

- 大眾運輸：
  - 捷運三多商圈站

- 其他：
  - 高雄85大樓

- 宗教禮拜場所：
  - 過田仔北極殿
  - 高雄意誠堂